# Steen Steensen Blicher
Steen Steensen Blicher (Vium, prop de Viborg, 11 d'octubre de 1782 - Spentrup, 26 de març de 1848) va ser un novel·lista i poeta danès del Romanticisme.

## Biografia
Fill d'un pastor protestant i d'una mare que es va tornar boja, el que li va marcar profundament, va haver de treballar com a preceptor durant els seus estudis universitaris de teologia a Copenhaguen des de 1799, superant una pneumònia que le va mantenir prostrat al llit a l'illa de Falster, des de 1807 a 1809. Professor auxiliar a l'escola llatina de Randers, es va casar amb la jove vídua d'un pastor protestant el 1810 (tenia 17 anys) i va treballar en una granja el 1817 durant uns mesos, fins que va abraçar la carrera eclesiàstica i va ser nomenat pastor de Thorning (1819) i, més tard, de Spentrup, on va romandre fins a la seva mort. El 1824 apareixen a la revista de Copenhaguen La Harpe els seus dos primers intents en prosa: Històries de bandolers jutlandeses i Velles llegendes de Jutlàndia i segueix escrivint per a altres. El 1827 va editar una revista, L'Aurora Boreal, que va durar tres anys i on van ser publicats 26 de les seves novel·les curtes. Pare d'onze fills i amb la càrrega suplementària d'un altre adoptiu i tres nebots, va viure una existència penosa menjat pels deutes, de manera que a vegades va estar a punt de vendre els mobles per poder pagar-les. A més, la seva dona li va ser infidel i va trencar amb ella el 1827, sense divorciar-se, però. Va morir en la pobresa un any després d'haver dimitit del seu càrrec pastoral.
Va ser considerat el creador de la prosa literària en danès, va traduir els poemes de Walter Scott i els que James Macpherson va fer passar com a obra del bard cèltic Ossian i va evolucionar des del Romanticisme al Realisme dels seus últims escrits, tant en danès com en dialecte jutlandès. Com a poeta i escriptor costumista se l'identifica com el cantor dels erms de Jutlàndia i de la vida dels habitants d'aquesta regió.
Va ambientar a l'Espanya de la Inquisició la seva novel·la Donna Leonora (1825) i es recorda especialment com la seva obra mestra la novel·la Diari d'un sagristà de poble (1824), que alguns tradueixen com Fragments del diari d'un mestre de poble, pel valor de les seves caracteritzacions, així com els llibres de poemes Campanillas (1825) i Ocells de pas (1838); va editar també diverses col·leccions de poemes: el 1814 (Poemes), el 1817 (Sis dies a través de Jutlàndia), el 1835 i el 1847. Els seus contes es van recopilar en 7 volums publicats entre 1846 i 1847. Menys conegut és el seu teatre: va deixar diverses comèdies intranscendents i una tragèdia, Johanna Gray, que va ser representada sense èxit al Teatre Reial de Copenhaguen.

## Obres
- Brudstykker af en Landsbydegns Dagbog (1824, novel·la, Diari d'un sagristà de poble)
- Sneklokken (1825, poemes)
- Røverstuen (1827, novel·la)
- Ak! hvor forandret (1828, novel·la)
- Sildig Opvaagnen (1828, novel·la)
- Præsten i Vejlby (1829, novel·la)
- Kjeltringliv (1829, novel·la, «Vida gitana»)
- Telse (1829, novel·la)
- Hosekræmmeren (1829, novel·la)
- Trækfuglene (1838, poesia, «Ocells de pas»)
- De tre Helligaftner (1842, novel·la)
- E Bindstouw (1842, llegenda en dialecte)